# (7082) La Serena
(7082) La Serena ist ein Asteroid des äußeren Hauptgürtels, der am 17. Dezember 1987 durch den belgischen Astronomen Eric Walter Elst und seinen chilenischen Kollegen Guido Pizarro in einem Observatorium der Europäischen Südsternwarte entdeckt wurde.
Der Himmelskörper wurde am 20. November 2002 nach der am Pazifik gelegenen Stadt La Serena benannt, da dort viele Astronomen unterwegs sind. Aufgrund der dünn besiedelten und durch das Wüstenklima begünstigten Umgebung hat man dort gute Sicht, wodurch es viele Observatorien gibt, auch die Europäische Südsternwarte hat in La Serena ein Büro.